# Leading Tickles
Leading Tickles is een gemeente (town) in de Canadese provincie Newfoundland en Labrador. De gemeente ligt aan Notre Dame Bay aan de noordkust van het eiland Newfoundland.

## Geschiedenis
In 1961 werd Leading Tickles West een gemeente met de status van local government community (LGC). In 1980 werden LGC's op basis van The Municipalities Act als bestuursvorm afgeschaft. De gemeente werd daarop automatisch een community om een aantal jaren later uiteindelijk een town te worden.
In 1997 veranderde de gemeente Leading Tickles West haar naam tot de huidige naam Leading Tickles.

## Geografie
Leading Tickles bestaat uit twee bewoningskernen. Het dorpscentrum – dat bekendstaat als Leading Tickles West – is gelegen op Cull Island. Dat is een eilandje van 1,36 km² dat in het zuidoosten slechts 100 meter van de kust van Newfoundland ligt.
Ongeveer een kwart van de inwoners woont daarenboven op Newfoundland zelf, in Leading Tickles South. Beide dorpsgedeelten worden met elkaar verbonden via Route 350, die het smalste punt overbrugt met een dijk van 75 meter lang en aansluitend een brugje over de resterende 25 meter aan water. 

## Demografie
Demografisch gezien is Leading Tickles, net zoals de meeste kleine dorpen op Newfoundland, aan het krimpen. Tussen 1991 en 2021 daalde de bevolkingsomvang van 564 naar 296. Dat komt neer op een daling van 268 inwoners (-47,5%) in dertig jaar tijd.
- Bron: Statistics Canada (1991–1996[4], 2001–2006[5], 2011–2016[6], 2021[7])

## Parken
De gemeente telt twee parken, die beide op Cull Island gelegen zijn. Het Oceanside Park neemt het west- en noordwestelijke gedeelte van het eiland in. Het is vrij toegankelijk en heeft een netwerk van enkele wandelpaden doorheen het woud. In het noordoosten is er voorts het Oceanview Park, dat vooral dienstdoet als kampeerterrein. De West Bear Cove Lookout, een uitkijkpunt, is aan de zuidrand van Oceanview Park gelegen.